# Fortimesus consanguensis
Fortimesus consanguensis is een pissebed uit de familie Ischnomesidae. De wetenschappelijke naam van de soort is voor het eerst geldig gepubliceerd in 1980 door Mezhov.